# Текаб
Текаб (перс. تکاب‎, азерб. Təkab, курд. Tekab) — город на северо-западе Ирана, в провинции Западный Азербайджан. Административный центр шахрестана Текаб.

## География
Город находится в юго-восточной части Западного Азербайджана, на расстоянии приблизительно 215 километров к юго-востоку от Урмии, административного центра провинции и на расстоянии 370 километров к западу-северо-западу (WNW) от Тегерана, столицы страны. Абсолютная высота — 1808 метров над уровнем моря.

## Население
По данным переписи 2006 года численность населения составляла 43 702 человек.
| 1986   | 1991   | 1996   | 2006   | 2013   |
| ------ | ------ | ------ | ------ | ------ |
| 32 694 | 38 510 | 42 569 | 43 702 | 44 458 |

## Достопримечательности
- Археологический комплекс Тахт-е Солейман.
- Пещера Чах Зендан (Chah Zendan)[5]. Пещера вулканического происхождения, использовавшаяся некогда в качестве тюрьмы.
- Пещера Карафту (Karaftoo)[6]. Была населена людьми с доисторического периода. В более позднее время использовалась как храм.